# Casa Farratges
La casa Farratges és una casa del municipi de Sitges (Garraf) inclosa en l'Inventari del Patrimoni Arquitectònic de Catalunya.

## Descripció
Es tracta d'un edifici de grans dimensions amb jardí posterior. La façana principal és de composició simètrica i és formada per tres cossos: el central de planta baixa i dos pisos i els laterals de planta baixa i un pis. El cos central té, a la planta baixa, tres portes d'accés: la central més ampla, d'arc escarser i dues finestres d'arc de mig punt. Al primer pis hi ha tres balcons: el central de tres obertures i dues finestres balconeres. Totes les obertures són allindanades i amb decoració de tipus modernista a la part superior. Al segon pis hi ha cinc finestres dobles. Aquest cos es corona amb barana de terrat de forma sinuosa. Els cossos laterals segueixen la mateixa tipologia que el central. Tot el conjunt es troba arrebossat, imitant carreus a la planta baixa i encoixinat als pisos.

## Història
Es tracta de dependències auxiliars de l'Hotel Subur, situat al mateix carrer i que fa cantonada amb el passeig de la Ribera. Aquest hotel, encara que avui apareix molt modificat, va ser construït l'any 1909, fet que permet situar en aquesta mateixa data els edificis esmentats. A més, la seva caracterització formal els inclou dins de l'estil modernista, predominant en aquell moment.